# Ceratochrysa disparilis
Ceratochrysa disparilis är en insektsart som först beskrevs av Navás 1934.  Ceratochrysa disparilis ingår i släktet Ceratochrysa och familjen guldögonsländor. Inga underarter finns listade i Catalogue of Life.